# Vicálvaro (metropolitana di Madrid)
Vicálvaro è una stazione della Metropolitana di Madrid della linea 9.
Si trova sotto all'incrocio tra il Paseo de los Artilleros e Calle San Cipriano, nel distretto di Vicálvaro.

## Storia
È stata inaugurata il 1º dicembre 1998, assieme al prolungamento della linea da Pavones a Puerta de Arganda.

## Accessi
Vestibolo Vicálvaro
- Pº Artilleros, impares Paseo de los Artilleros, 33
- Pº Artilleros, pares Paseo de los Artilleros, s/n
- Ascensore Paseo de los Artilleros, s/n